# Rhinyptia fastigata
Rhinyptia fastigata är en skalbaggsart som beskrevs av Ohaus 1913. Rhinyptia fastigata ingår i släktet Rhinyptia och familjen Rutelidae. Inga underarter finns listade i Catalogue of Life.